# بلومبيير
بلومبيير ((بالألمانية: Bleyberg)‏ أو Bleiberg، (بالهولندية: Blieberg)‏) هي بلدية بوالونيا تقع ببلجيكا مقاطعة لياج.

## معرض صور

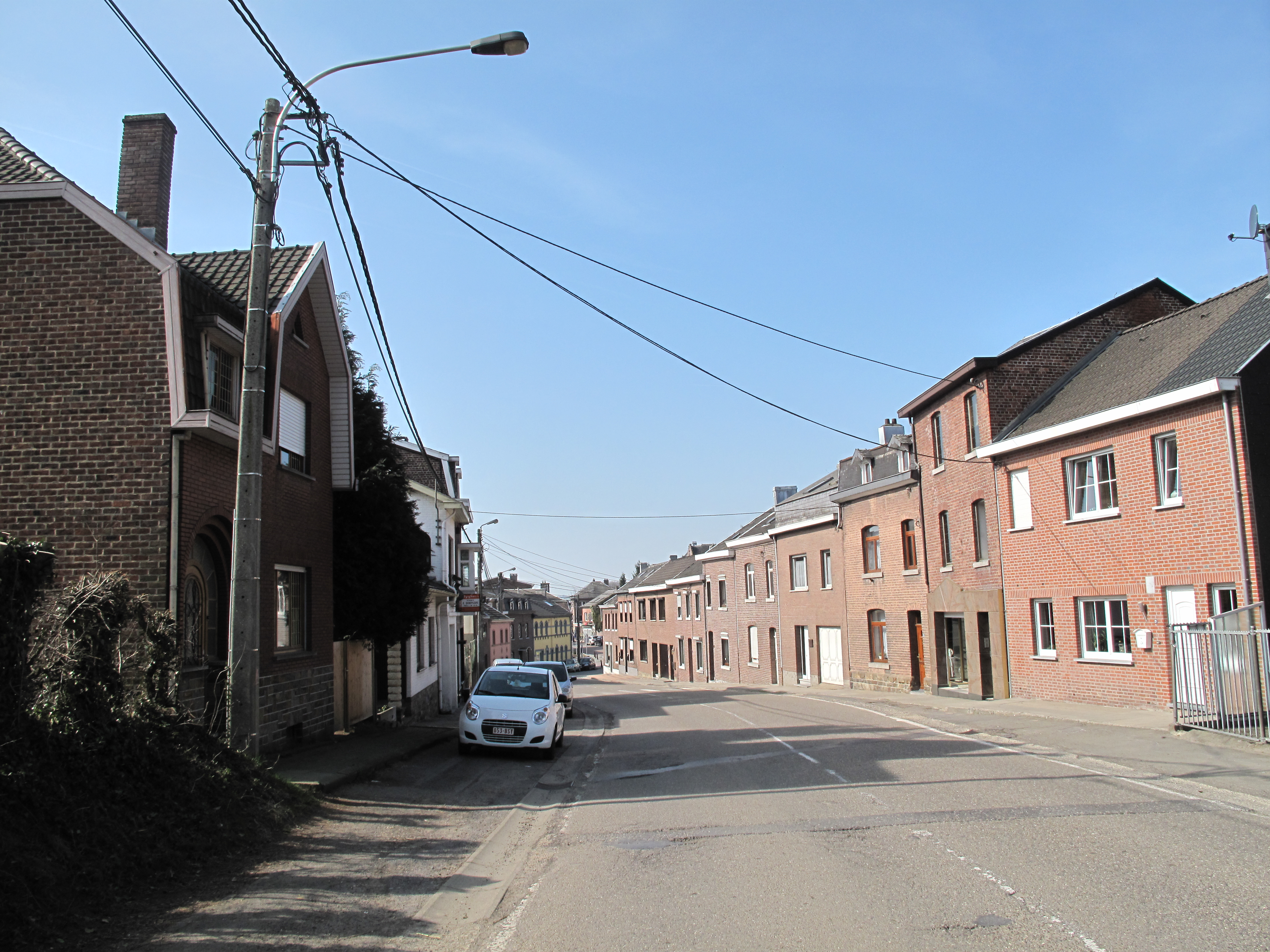
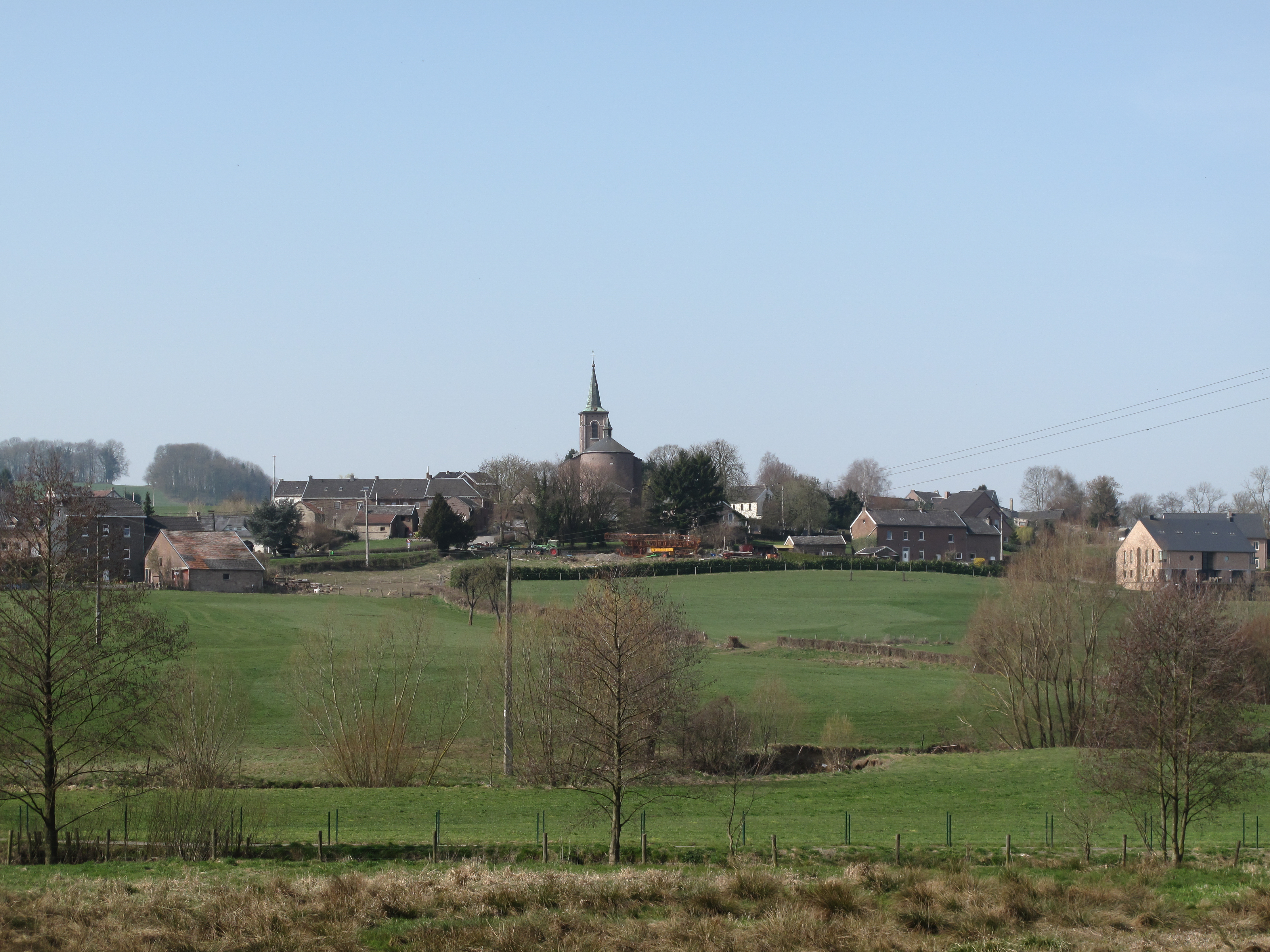
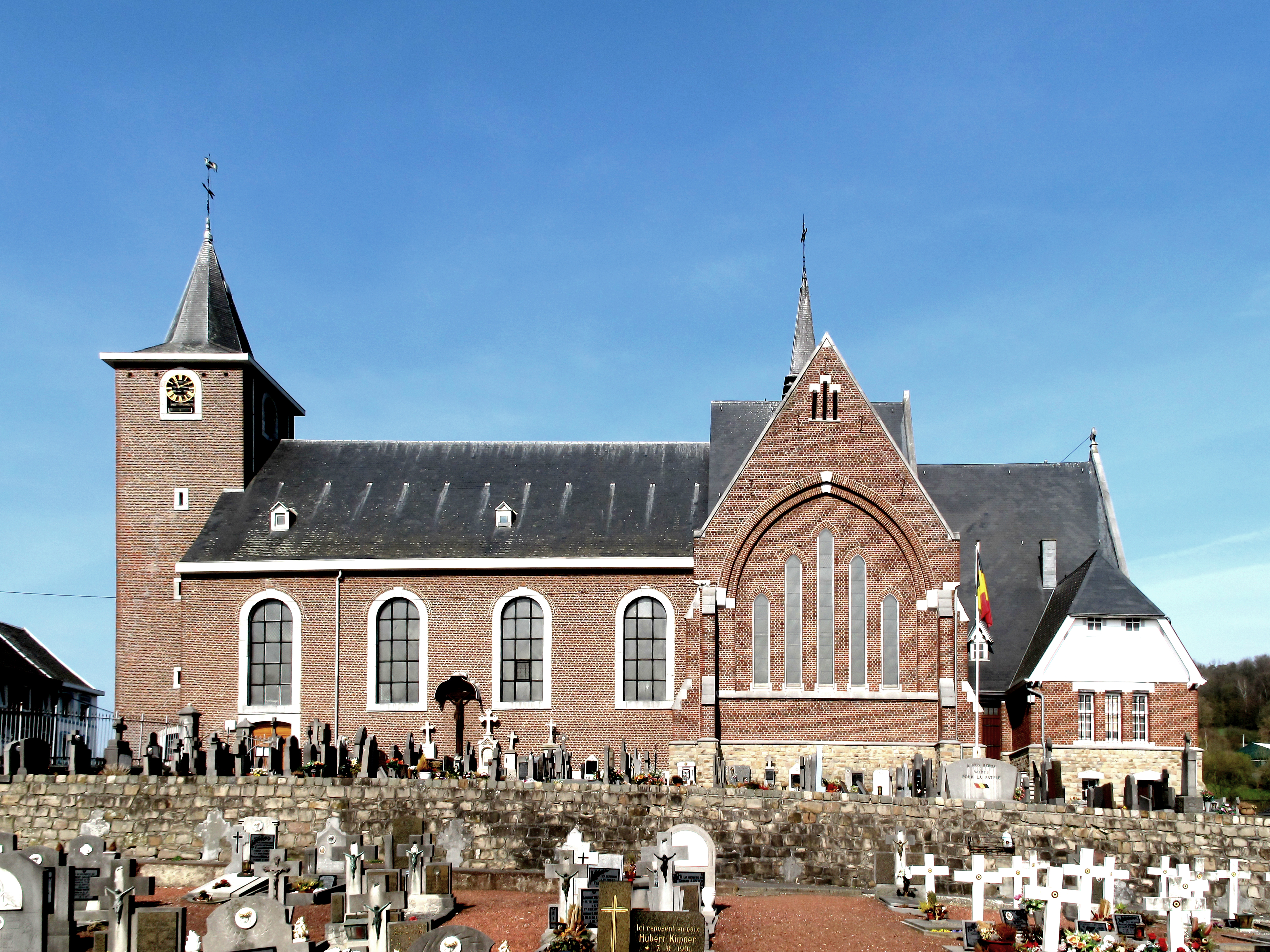
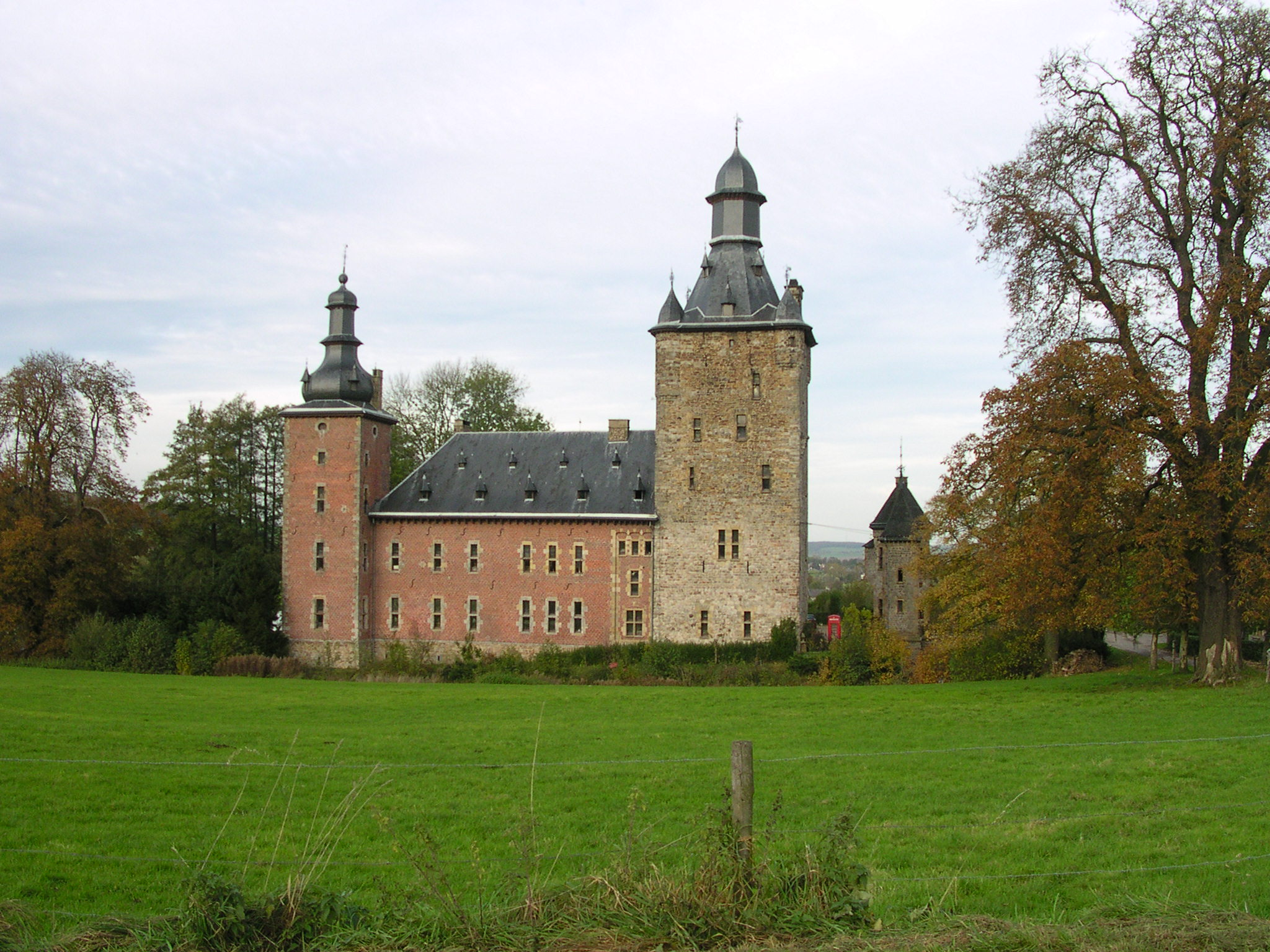
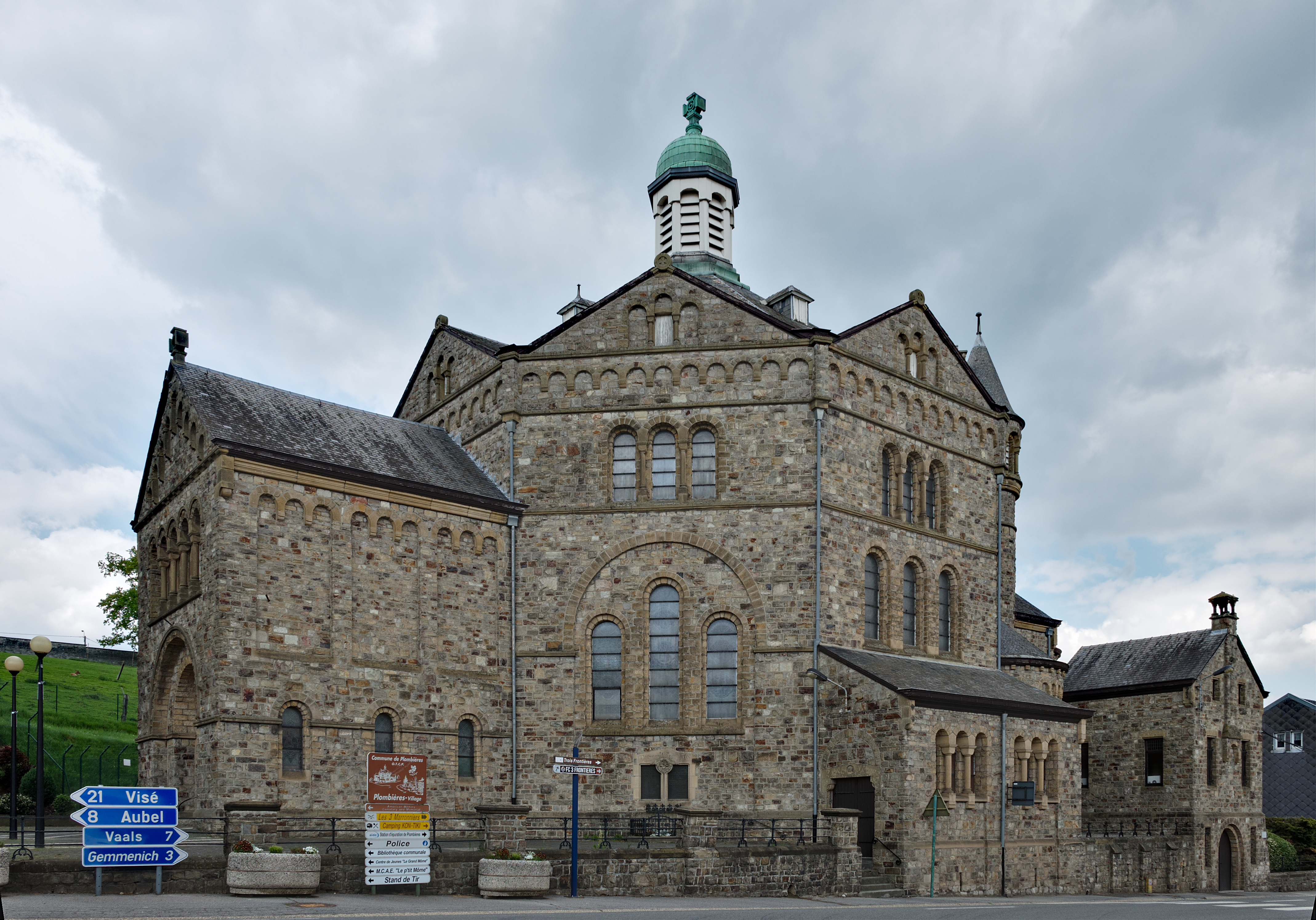